# William Henry Keeler
William Henry Keeler (San Antonio, 4 marzo 1931 – Catonsville, 23 marzo 2017) è stato un arcivescovo cattolico e cardinale statunitense.

## Biografia
Di origini irlandesi, alsaziane e scozzesi, fu ordinato sacerdote a Roma il 17 luglio 1955, e venne consacrato vescovo il 21 settembre 1979.
È stato vescovo ausiliare di Harrisburg e vescovo titolare di Dulcigno dal 24 luglio 1979 al 10 novembre 1983, quando divenne vescovo di Harrisburg.
È poi stato arcivescovo di Baltimora dall'11 aprile 1989 al 12 luglio 2007, quando gli successe monsignor Edwin Frederick O'Brien, mentre dal 1992 al 1995 è stato anche presidente della Conferenza Episcopale statunitense.
Papa Giovanni Paolo II lo aveva innalzato alla dignità cardinalizia nel concistoro del 26 novembre 1994 con il titolo di Santa Maria degli Angeli. È stato molto attivo nell’opera di promozione di un autentico dialogo fra cattolici ed ebrei e si è inoltre impegnato nel campo dell'evangelizzazione e dell'educazione cattolica (forte anche il suo impegno a difesa della vita, della famiglia e dei senzatetto). Il 4 marzo 2011 aveva compiuto ottanta anni, perdendo pertanto il diritto al voto nel conclave.
È morto il 23 marzo 2017 all'età di 86 anni al St.Martin’s Home for the Aged di Catonsville nello stato del Maryland. In seguito ai solenni funerali celebrati dall'arcivescovo William Edward Lori nella cattedrale di Maria Regina (Mary Our Queen in Homeland), è stato sepolto il 28 marzo 2017 all'interno della cripta della basilica concattedrale dell'Assunzione di Maria Vergine (National Shrine of the Assumption of the Blessed Virgin Mary).

## Genealogia episcopale e successione apostolica
La genealogia episcopale è:
- Cardinale Scipione Rebiba
- Cardinale Giulio Antonio Santori
- Cardinale Girolamo Bernerio, O.P.
- Arcivescovo Galeazzo Sanvitale
- Cardinale Ludovico Ludovisi
- Cardinale Luigi Caetani
- Cardinale Ulderico Carpegna
- Cardinale Paluzzo Paluzzi Altieri degli Albertoni
- Papa Benedetto XIII
- Papa Benedetto XIV
- Papa Clemente XIII
- Cardinale Marcantonio Colonna
- Cardinale Giacinto Sigismondo Gerdil, B.
- Cardinale Giulio Maria della Somaglia
- Cardinale Carlo Odescalchi, S.I.
- Cardinale Costantino Patrizi Naro
- Cardinale Lucido Maria Parocchi
- Papa Pio X
- Cardinale Gaetano De Lai
- Cardinale Raffaele Carlo Rossi, O.C.D.
- Cardinale Amleto Giovanni Cicognani
- Cardinale John Joseph Krol
- Vescovo Joseph Thomas Daley
- Cardinale William Henry Keeler

La successione apostolica è:
- Vescovo Gordon Dunlap Bennett, S.I. (1998)
- Vescovo William Francis Malooly (2001)
- Vescovo Mitchell Thomas Rozanski (2004)
- Vescovo Michael Joseph Bransfield (2005)
- Vescovo Denis James Madden (2005)